# Epidesma crameri
Epidesma crameri là một loài bướm đêm thuộc phân họ Arctiinae, họ Erebidae.